# Powiat goleniowski
Powiat goleniowski är ett distrikt (polska: powiat) i Västpommerns vojvodskap i Polen. Huvudort är staden Goleniów. Distriktet har omkring 80 000 invånare (år 2009).

## Administrativ indelning i kommuner
Distriktet indelas i sex kommuner, varav fyra är stads- och landskommuner och två är landskommuner. Invånarantal 2008 anges inom parentes.

Kommunindelning

### Stads- och landskommuner
- Goleniów (33 700)
- Maszewo (8 370)
- Nowogard (24 599)
- Stepnica (4 770)

### Landskommuner
- Osina (2 876)
- Przybiernów (5 189)